# Håkan Svensson Morin
Håkan Svensson Morin, född den 4 oktober 1788, död den 17 oktober 1864, var en svensk präst.
Morin, som vid sin död var kyrkoherde i Gammalstorp och Ysane i Lunds stift, utgav bland annat en samling Morgon- och aftonböner, med tillhörande betraktelser för hvarje dag i veckan (1843). 